# Héraion de Samos
Ne doit pas être confondu avec Heraeum.
L'Héraion de Samos (en grec ancien : Ἡραίον) est un grand sanctuaire ionien, au sud de l'île de Samos, à 6 km au sud-ouest de l'ancienne cité, sur un terrain marécageux, près de la mer.
Le site archéologique du sanctuaire, avec son unique colonne debout, est inscrit sur la liste du patrimoine mondial de l'Unesco, avec le Pythagoréion voisin, depuis 1992.

## Culte et mythologie

### Naissance d'Héra

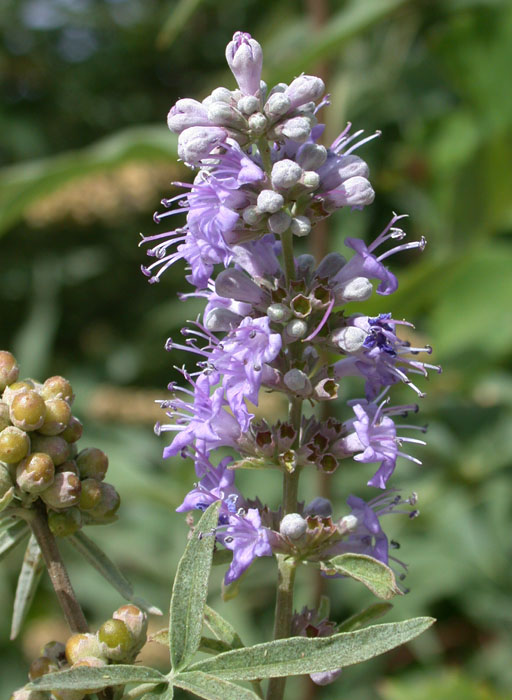
Vitex agnus-castus ou gattilier

Le mythe fondateur du culte d'Héra à Samos est celui de sa naissance. Selon la tradition locale, la déesse serait née sous un gattilier, en grec ancien λύγος (lύgos), arbuste dont les baies ont des vertus thérapeutiques calmantes, réelles ou supposées. Lors des grandes réunions samiennes annuelles, appelées Toneia (littéralement « liens »), la statue de culte de la déesse était rituellement associée à des branches de gattilier. Cet arbre figure encore sur les monnaies samiennes de l'époque romaine.

## Description du sanctuaire

### Les premiers établissements
Les plus anciennes traces de construction du sanctuaire remontent au VIIIe siècle av. J.-C. et peut-être à l'époque mycénienne, selon l'archéologue Helmut Kyrieleis qui a fouillé le site.
Le temple archaïque fut le premier en date de la série des grands temples ioniens. Le premier temple, appelé hécatompédon, « temple de 100 pieds », était effectivement une construction étroite, longue de 100 pieds, comportant des murs en brique, une colonnade centrale qui soutenait la toiture en chaume sur une charpente de bois. Une innovation au VIIe siècle consiste en l'adjonction d'un péristyle en bois, tout en gardant la colonnade intérieure médiane. Une crue de la rivière Imbrasos le détruit par inondation vers 660.

Plan du sanctuaire. 1. Temple d'Héra, dit de Polycrate ; 2. Temple d'Héra, par Rhoikos ; 3. Temple monoptère ; 4. Temple archaïque de cent pieds (Hécatompédon) ; 5. Temple romain périptère ; 6. Temple corinthien ; 7. Autel archaïque ; 8. Bâtiment nord ; 9. Stoa du nord-ouest ; 10. Bâtiment ou temple sud ; 11. Stoa sud ; 12. Petits temples A, B, C, D, E ; 13. Rotonde ; 14. Trésors ; 15. Voie sacrée ; 16. Bâtiment hellénistique ; 17. Monument de Cicéros ; 18. Navire de Kolaios.

### Le temple de Rhœcos

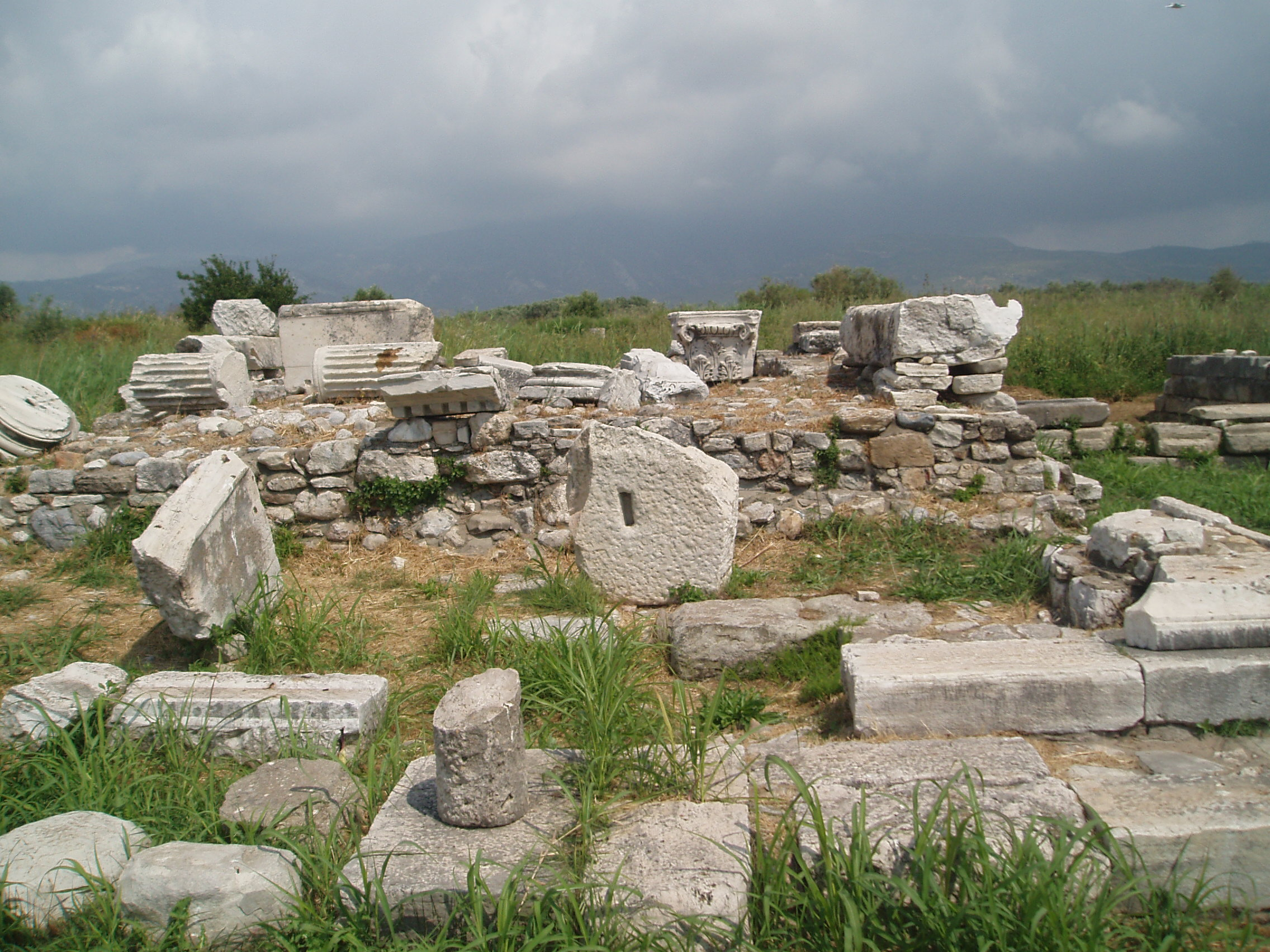
Héraion de Samos

Un nouveau temple fut construit vers -570/-560 par les architectes Rhoèce de Samos (Ῥοῖκος / Rhoîkos) et Théodore de Samos, son fils. Il était situé face à l'autel d'Héra, sur son téménos. C'était un temple diptère, c'est-à-dire entouré d'une double rangée de colonnes, avec un pronaos couvert donnant accès à la cella. Les deux salles étaient partagées en trois nefs par deux rangées de colonnes intérieures longitudinales. L'ensemble formait donc une véritable forêt de colonnes, 8 en façade et 21 en longueur, qui se dressaient sur des bases inhabituelles de forme torique, cannelées horizontalement.

### Le grand temple d'Héra, dit «de Polycrate»

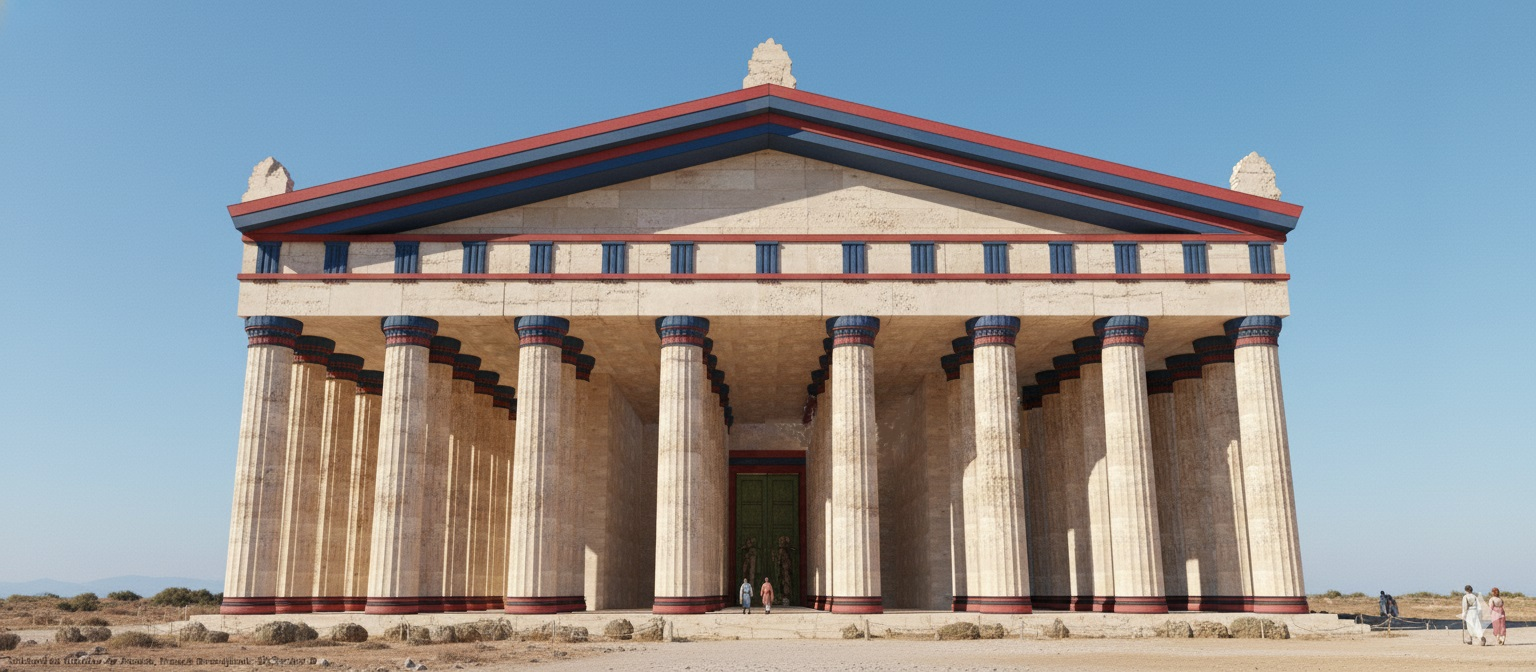
Schéma restituant les proportions du grand temple octostyle de l'Héraion de Samos, dit temple de Polycrate.

Il ne fallut guère qu'une dizaine d'années pour qu'un tremblement de terre, très probablement, vienne détruire cet ensemble exceptionnel. Succède alors au temple de Rhœcos un bâtiment encore plus grand, reposant en grande partie sur les fondations de ce dernier mais décalé de 40 m plus à l'ouest, le plus vaste, en plan, de tous les temples grecs connus : il nous est resté sous le nom de « temple de Polycrate », qui se réfère à Polycrate, tyran de Samos (-538 – -522).
C'était un temple diptère, auquel appartient la colonne anastylosée visible sur le site. Il mesure 108 × 55 m et a trois rangées de colonnes sur les petits côtés, à l'exemple du temple d'Artémis à Éphèse qui lui est peu antérieur. Il comptait 155 colonnes, avec un entablement probablement en bois. On n'a pas retrouvé de tuiles, ce qui semble indiquer l'inachèvement de ce temple.
Un kouros géant de l'Héraion est conservé au Musée archéologique de Samos. En 1879, Paul Girard découvrit la statue dite « Héra de Chéramyès », à l'angle nord-est du sanctuaire. Elle est exposée au Louvre.
La construction s'est poursuivie durant la période romaine, mais le sanctuaire ne fut jamais achevé. Sous l'Empire romain, la statue de culte fut transférée dans un bâtiment plus petit, à l'est, et elle y resta jusqu'à l'Édit de Théodose en 380, qui interdit les rites païens. Une église chrétienne, construite avec les pierres du sanctuaire, vint alors s'installer sur le site de l'Heraeum romain.
L'Héraion fut dévolu durant la période byzantine à un usage de carrière qui fit parfois disparaître jusqu'aux fondations des bâtiments.

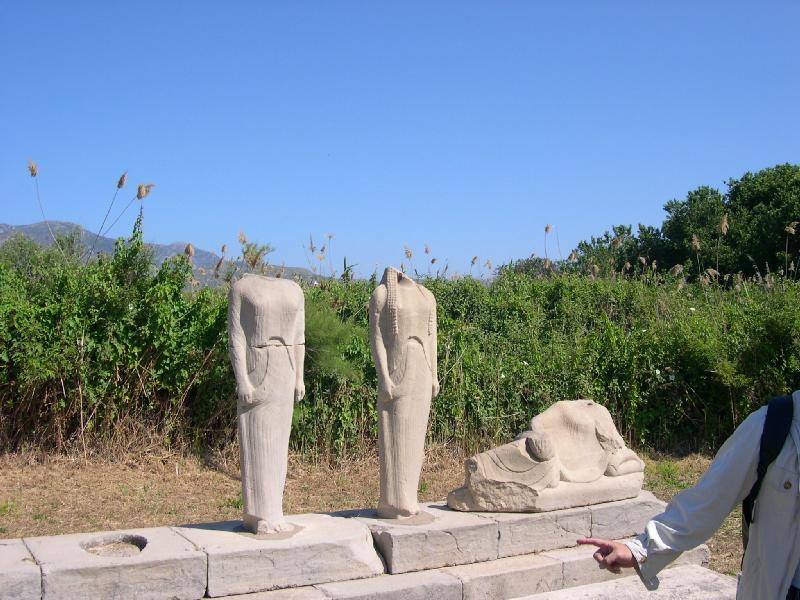
Groupe de Généléos

### L'autel d'Héra
L'autel monumental, de 36 × 16 m, est contemporain du temple de Rhoikos et Théodoros. Il a été reconstruit en marbre à l'époque romaine.

### La voie sacrée
La voie sacrée qui menait de la cité de Samos (aujourd'hui Pythagorio) au sanctuaire était bordée d'un grand nombre de monuments votifs, dont le « groupe de Généléos » (une copie a été mise en place sur le site) et le kouros découvert en 1980, conservé au musée de Samos. Le revêtement dallé est d'époque romaine (ca. 200).

## Recherches archéologiques

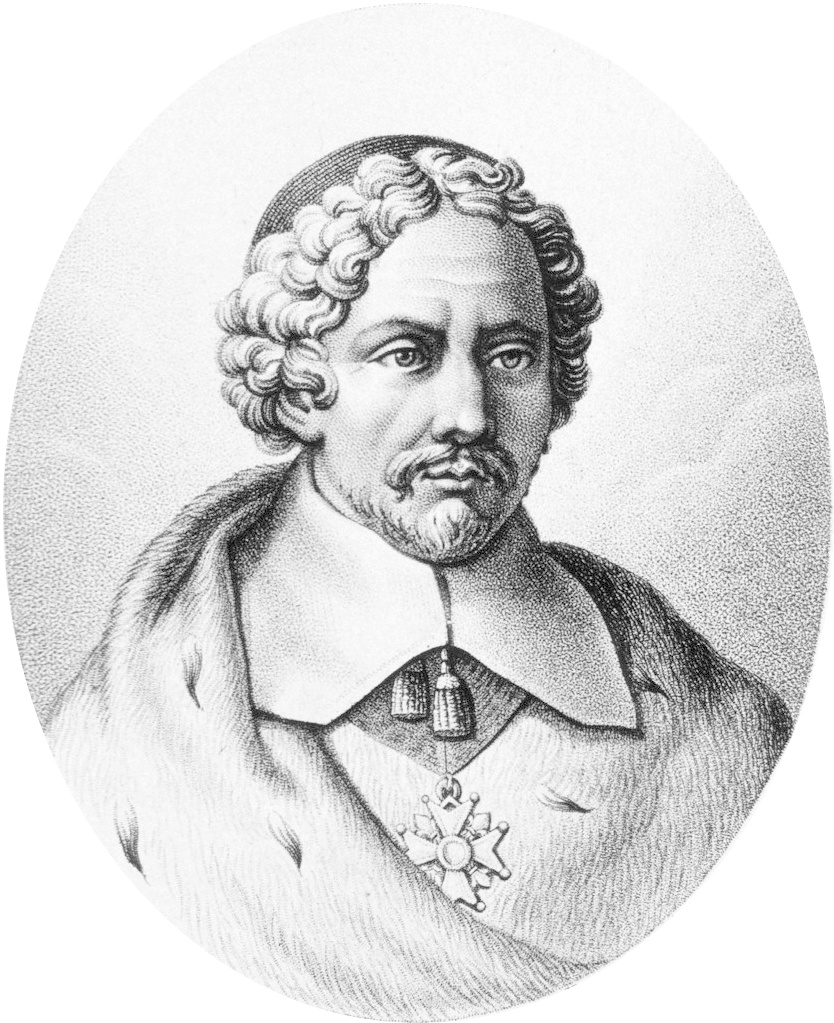
Tournefort

Le premier visiteur occidental du site de l'Héraion est le botaniste Joseph Pitton de Tournefort, chargé par Louis XIV de rapporter des témoignages de son voyage d'exploration en Orient. Tournefort visita Samos en 1704 et publia les gravures de ses dessins. Les vestiges étaient alors dissimulés par l'envasement du site, qui eut pour avantage d'éviter les fouilles des antiquaires des XVIIIe et XIXe siècles.
Les premières fouilles archéologiques ne commencèrent qu'en 1890, sous la direction de P. Kavvadias et Th. Sophoulis, d'Athènes. Le troisième temple ne fut révélé dans toute son étendue que par la campagne de fouilles de Theodor Wiegand en 1910-1914.
En 1925, les archéologues de l'Institut archéologique allemand à Athènes, sous la direction d'Ernst Buschor, reprirent les travaux sur le site jusqu'à la Seconde Guerre mondiale, puis de nouveau à partir de 1951. Le site a alors été minutieusement décrit dans une série de volumes en allemand sous le titre général de Samos. Les archéologues Helmut Kyrieleis et Hermann J. Kienast ont repris les fouilles en 1976.

## Littérature

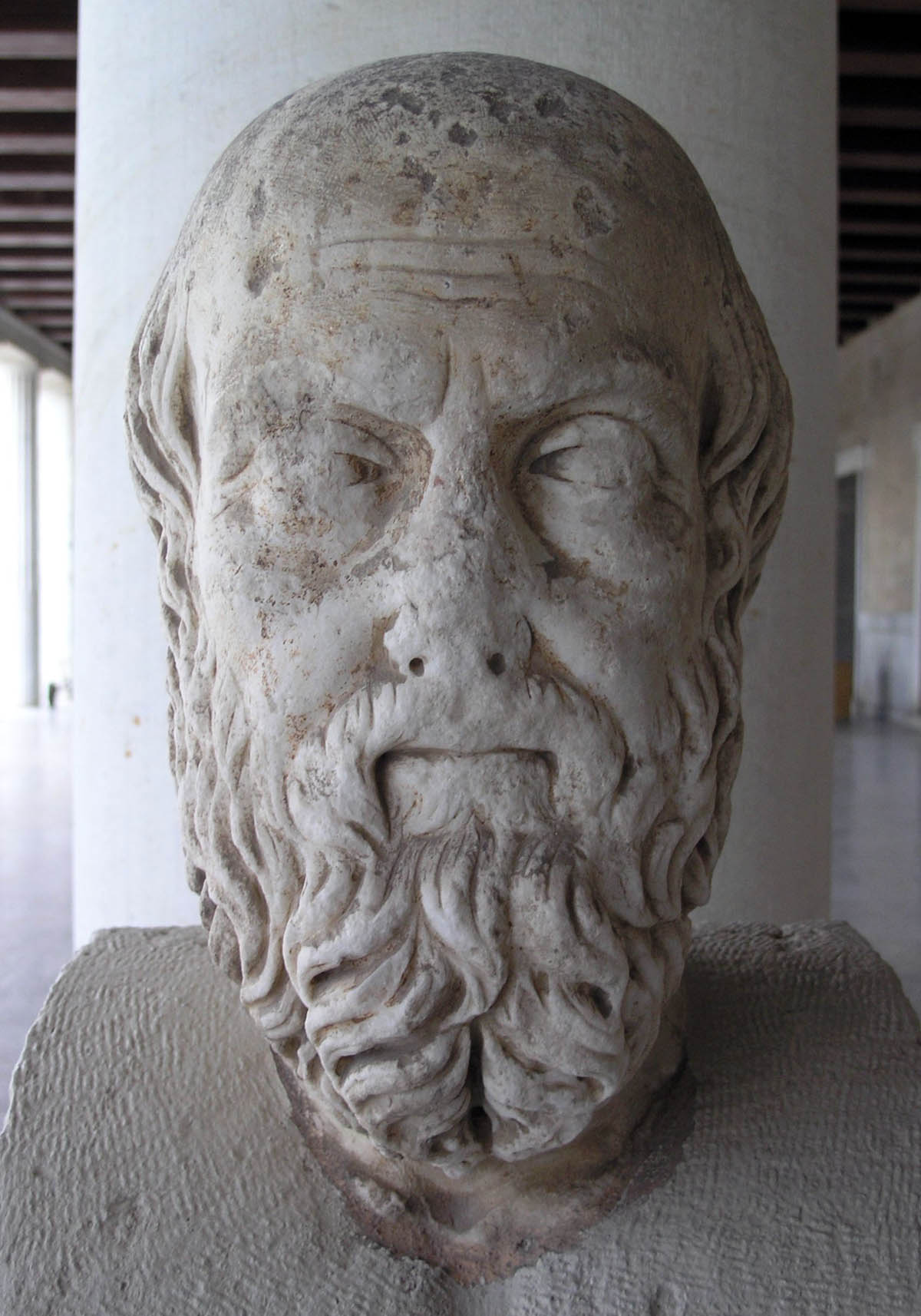
Hérodote

Le sanctuaire est à peine mentionné dans la littérature : seuls sont cités l'autel et le temple. Pausanias n'évoque pas l'île de Samos dans sa Description de la Grèce.
Hérodote, quant à lui, cite brièvement les trois grands ouvrages d'architecture et de génie civil de Samos (l'aqueduc souterrain dit tunnel d'Eupalinos, le môle antique et l'Héraion) :

« Je me suis d'autant plus étendu sur les Samiens, qu'ils ont exécuté trois des plus grands ouvrages qu'il y ait dans toute la Grèce.
On voit à Samos une montagne de cent cinquante orgyies de haut. On a percé cette montagne par le pied, et l'on y a pratiqué un chemin qui a deux bouches en ouvertures. Ce chemin a sept stades de longueur sur huit pieds de hauteur et autant de largeur. Le long de ce chemin, on a creusé un canal qui traverse toute cette montagne. Il a vingt coudées de profondeur sur trois pieds de largeur. Il conduit à la ville, par des tuyaux, l'eau d'une grande fontaine. L'architecte qui a entrepris cet ouvrage était de Mégare et s'appelait Eupalinos, fils de Naustrophus. C'est un des trois ouvrages des Samiens.
Le second consiste en un môle, ou une grande digue faite dans la mer, près du port, d'environ vingt orgyies de haut et de deux stades et plus de long.
Leur troisième ouvrage est un temple, le plus grand dont nous ayons connaissance. Le premier architecte de cet édifice est un homme du pays, nommé Rhoecus, fils de Philée. C'est à cause de ces ouvrages que je me suis étendu sur les Samiens. »

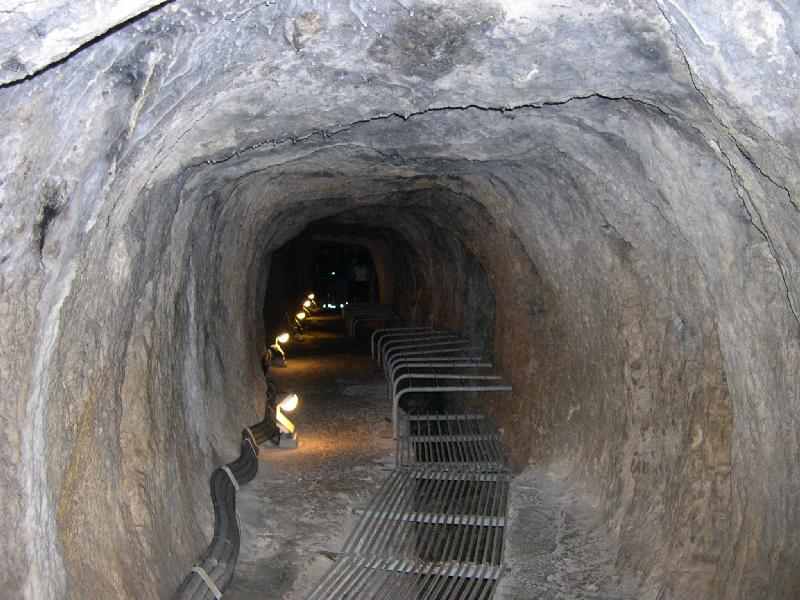
Tunnel d'Eupalinos